# المانگ
المانگ (به سوئدی: Almunge) یک سکونتگاه مسکونی در سوئد است که در Uppsala Municipality واقع شده‌است.

## خصوصیات
المانگ ۰٫۸۵ کیلومترمربع مساحت و ۸۱۳ نفر جمعیت دارد.